# الريال الإسباني

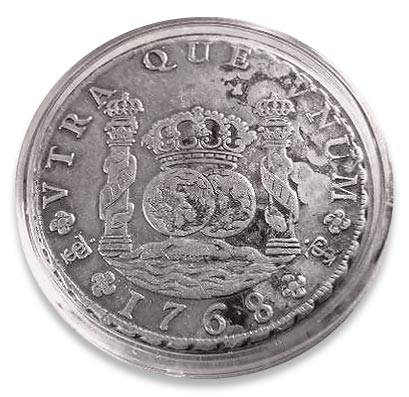
عملة معدنية من الفضة 8 حقيقية لعام 1768 من دار سك بوتوسي.

الريال (بالإنجليزية: /reˈal/ وبالإسبانية: /ɹeɪˈɑl/) (بمعنى: «ملكي» أو ما يسمى (رويال)، جمع: ريالات) كان وحدة عملة في إسبانيا لعدة قرون بعد منتصف القرن الرابع عشر. خضعت للعديد من التغييرات في القيمة بالنسبة للوحدات الأخرى طوال حياتها حتى تم استبدالها بالبيسيتا في عام 1868. كانت الفئة الأكثر شيوعًا للعملة هي الفضة الثمانية الحقيقية بالدولار الإسباني (Real de a 8) أو البيزو الذي تم استخدامه في جميع أنحاء أوروبا وأمريكا وآسيا خلال ذروة الإمبراطورية الإسبانية.

## تاريخ

### في إسبانيا وأمريكا الإسبانية

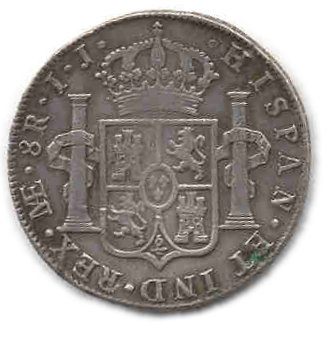
الفضة الإسبانية 1799 8 ريالات ، تشارلز الرابع (معكوس)

تم تقديم أول قطعة حقيقية من قبل الملك بيدرو الأول ملك قشتالة في منتصف القرن الرابع عشر، حيث تم سك 66 من علامة قشتالية من الفضة (230.0465 جرامًا) بدرجة نقاء134⁄144 0.9306)، وتبلغ قيمتها 3 مرافيدي . تم تداولها بجانب العديد من العملات الفضية الأخرى حتى ألغى مرسوم 1497 جميع العملات الأخرى واحتفظ بالعملة الحقيقية (الآن 67 إلى علامة من الفضة، 0.9306 غرامة، الفضة الخالصة من 3.195 جرام) مقسمة إلى 34 مرافيدي.

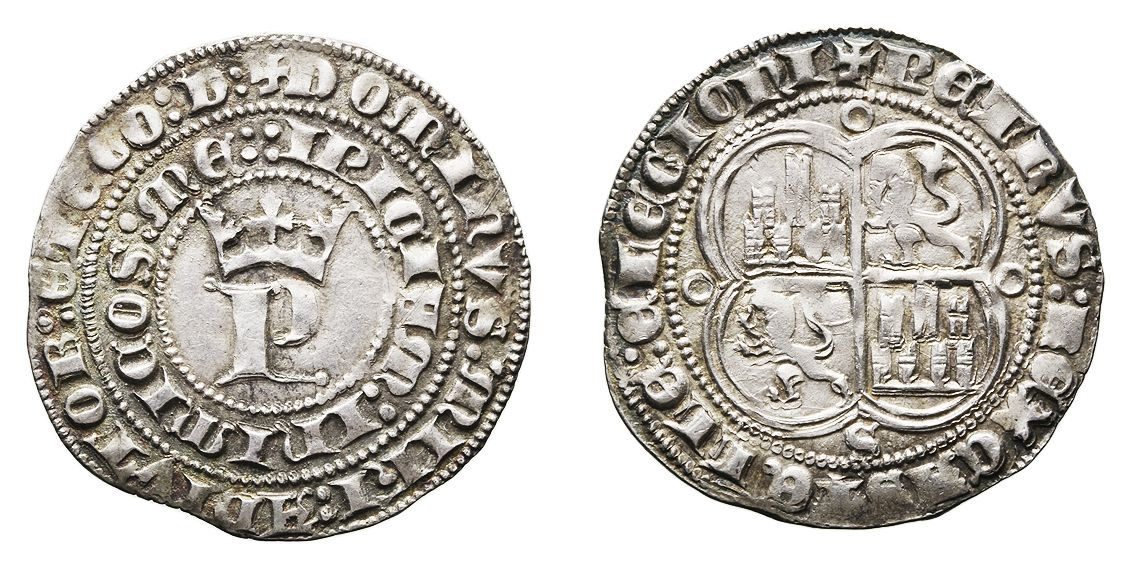
صاغ الفضة الحقيقية في إشبيلية في عهد بيتر الأول ملك قشتالة (1350-1369).

تم سك الفضة الحقيقية فيها  - ، 1- ، 2- ، 4- و 8 فئات حقيقية. بعد اكتشاف الفضة في المكسيك وبيرو وبوليفيا في القرن السادس عشر، أصبحت العملة المعدنية الثمانية (يشار إليها منذ ذلك الحين بالدولار أو البيزو أو قطعة من ثمانية) عملة تجارية معترف بها دوليًا في أوروبا وآسيا والشمال. أمريكا. تم استكمال هذه الريالات بسكودو الذهب، وضرب 68 إلى علامة11⁄12 الذهب الخالص (3.101 جرام من الذهب الخالص)، وتبلغ قيمتها 15-16 ريالًا من الفضة أو ما يقرب من دولارين.
هذا حقيقي، يستحق1⁄8 ، تم الاحتفاظ به في أمريكا اللاتينية حتى القرن التاسع عشر ولكن تم تغييره بشكل كبير في شبه جزيرة إسبانيا بدءًا من القرن السابع عشر. تمت الإشارة لاحقًا إلى هذا المستعمر الإسباني باسم moneda nacional («المال الوطني») وخضع لتغييرين آخرين:
- 1728: 68 ريال (أو81⁄2 دولار) ضُربت إلى علامة،11⁄12 0.9167 ناعم (3.101 جم من الفضة الخالصة)
- 1772:81⁄2 دولار تم سكه للعلامة،130⁄144 0.9028 ناعم (3.054 جم من الفضة الخالصة)

### في إسبانيا - القرنان السابع عشر والثامن عشر
أدت الأزمات المالية المختلفة في عهد الملك فيليب الثاني إلى ظهور حقيقي دي فيلون (مصنوع من البليون، أو أقل من نصف الفضة) ابتداء من عام 1600. أدى الاستقلال النسبي للممالك المكونة لإسبانيا إلى ريالات ذات محتوى فضي متنوع وقيمتها أقل بكثير من القيمة الوطنية الحقيقية .1⁄8. لن يتم حل الارتباك النقدي حتى تم تثبيت Real de vellón عند 20 ريال للدولار في عام 1737.
صدر المرسوم الأول الذي يخفض قيمة الحقيقي الإسباني غير الاستعماري رسميًا في عام 1642، مع تراجع المقاطعة الحقيقية من 67 إلى833⁄4إلى علامة الفضة (وبالتالي، 10 ريالات للدولار). قيمة العملات الفعلية1⁄2 و 1 و 2 و 4 و 8 ريال ريالات إقليمية (قيمة الأخيرة4⁄5 الدولار وتسمى peso maria) في عام 1686 وتم استقبالها بشكل سيئ من قبل الجمهور.
نفس إعادة العملة عام 1686 جاءت مع مراسيم في 1686-1687 تحدد ريال دي فيلون بدولار واحد =152⁄34 ريال أو 512 مرافيدي (أو 1 دولار = 8 ريال ناسيونال بقيمة 64 مرافيدي). كان عدم فعالية هذه المراسيم يعني أن قيمة realles de vellón الموجودة كانت أقل من قيمتها152⁄34دولار (0.0664 دولار).
لن يتم حل الارتباك في الوضع النقدي حتى عام 1737 على مراحل مختلفة، وهي:
- انخفض الدولار من 8 ريالات ناسيوناليس في عام 1728 إلى81⁄2 دولار للعلامة،11⁄12 أو 0.9167 ناعم (24.809 جم من الفضة الخالصة)
- أعيد تقديم العملات الوطنية الحقيقية بفئات 8 و 4 حقيقية بقيمة 1 دولار و  دولار على التوالي.
- اقتصرت العملات الإقليمية الحقيقية على 2 و 1 و  فئة حقيقية بقيمة1⁄5 ،1⁄10 و1⁄20 على التوالي.
- تم إصلاح Real de vellón أخيرًا في عام 1737 في1⁄20 ويساوي 34 مرافيدي (ومن ثم 1 دولار = 20 ريال = 680 مرافيدي)، و
- استمر استخدام البيزو دي كامبيو البالغ 512 مرافيدي كما تم تقديمه في عام 1686 كوحدة محاسبة ولكنها تستحق قيمة مخفضة لـ512⁄680 دولارًا (تقريبًا  دولار). تم تقسيم هذا إلى ثمانية ريالات دي كامبيو كل من 64 مرافيدي.

كانت التغييرات اللاحقة حتى نهاية القرن الثامن عشر طفيفة وتضمنت تقليل درجة نقاء الدولار الفضي إلى130⁄144 = 0.9028 غرامة وإسكودو الذهب (الآن بقيمة 2 دولار أو 40 ريال دي فيلون) من 0.917 إلى 0.875 غرامة. ابتداءً من عام 1810، تم تنقيح فئات العملات الفضية إلى قيمها المنطقية الأكثر منطقية في reales de vellón: 20 و 10 و 4 و 2 و 1 حقيقي مع 1 حقيقي =1⁄20 .

### في إسبانيا - القرن التاسع عشر

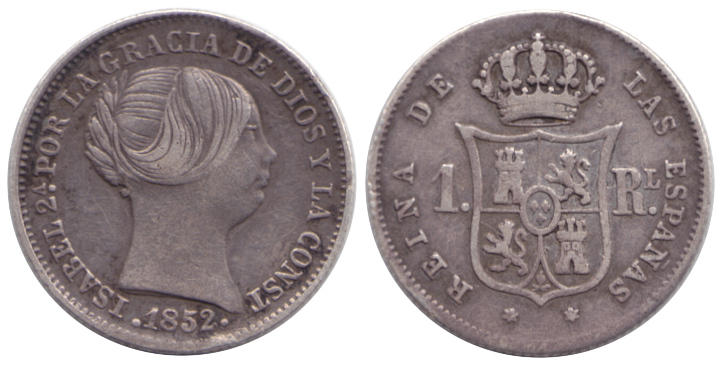
عملة واحدة حقيقية ، إسبانيا ، 1852 ، إيزابيلا الثانية. الفضة 900.

أدى فقدان الممتلكات الأمريكية في الثلث الأول من القرن التاسع عشر إلى قطع تدفق المعادن الثمينة إلى إسبانيا وأدى إلى الاستخدام التدريجي للعملات الفرنسية في التداول المحلي. لم يتم تنفيذ هذه التغييرات اللاحقة على نظام العملة الإسبانية بالكامل:
- أول عملة عشرية لعام 1850 بقيمة دي فيلون الحقيقية1⁄20 ، 10 ديسيمات أو 100 سينتيمو، مع توقف مرافيدي.
- العملة العشرية الثانية لعام 1864، بقيمة اسكودو فضية جديدة، 10 ريالات دي فيلون أو 100 céntimos de escudo (لا يعادل اسكودو الذهب).

تم سحب الريال بالكامل فقط مع إدخال البيزيتا الإسبانية في عام 1868، على قدم المساواة مع الفرنك الفرنسي، وبمعدل 1 دولار = 20 ريالاً = 5 بيزيتا. وبالتالي، استمر مصطلح «الحقيقي»، أي ربع دولار (25 سنتيموس دي بيزيتا).

## عملات معدنية

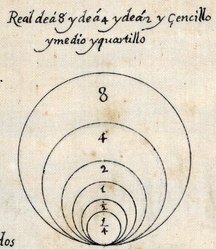
الأحجام النسبية للعملات الفضية القشتالية ، من إلى 8 ريالات ، وفقًا لوثيقة 1657.

تم سك العملات المعدنية في كل من إسبانيا وأمريكا اللاتينية من القرن السادس عشر إلى القرن التاسع عشر بالفضة  1 و 2 و 4 و 8 ريال ناسيونالوالذهب  1 و 2 و 4 و 8 اسكودو . عُرفت العملة الفضية ذات الثماني ريالات بالدولار الإسباني (حيث تم سك العملة وفقًا لمواصفات تالر الإمبراطورية الرومانية المقدسة وملكية هابسبورغ)، أو البيزو ، أو قطعة الثمانية الشهيرة. غالبًا ما يشار إلى الدولارات الإسبانية التي تم سكها بين عامي 1732 و 1773 على أنها أعمدة . عادةً ما يشار إلى مجموعة الصور الشخصية من عام 1772 وما بعده بالدولار الأسباني أو دولارات العمود.
تم سك العملات المعدنية في إسبانيا بالنحاس 1 و 2 و 4 و 8 مرافيدي، وبعملات فضية تعادل 1 و 2 و 4 و 10 و 20 ريال دي فيلون منذ عام 1737، وبعملات ذهبية تعادل  1 و 2 و 4 و 8 اسكودو. العملات المعدنية الجديدة التي تم تقديمها بعد التقسيم العشري لعام 1850 تشمل النحاس 5 و 10 و 25 céntimos de real بالإضافة إلى عملة ذهبية جديدة بقيمة 100 ريال (5 دولارات).

## أنظر أيضا
- مرافيدي